# Ángel Sáenz Badillos
Ángel Sáenz-Badillos Pérez (Logroño, 7 de junio de 1940 - Boston, 30 de diciembre de 2013) fue un hebraísta y destacado especialista en poesía y filología hebrea medieval y sefardí.

## Biografía
Se licenció en Teología por la Universidad Pontificia Comillas (1970) y se doctoró en Filosofía y Letras por la Universidad Complutense de Madrid (1972), en la especialidad de Filología Bíblica Trilingüe, con una tesis dirigida por Luis Gil Fernández. Allí fue profesor desde 1970 a 1975. En este último año obtuvo la cátedra de Hebreo de la Universidad de Granada, de cuya Facultad de Filosofía y Letras fue decano durante un periodo difícil (1978-1982), en el que dejó buen recuerdo y consiguió mejorar los recursos disponibles para la investigación. Desde 1988 a su jubilación fue catedrático de Hebreo de la Complutense y dirigió entre 2001 y 2012 el Real Colegio Complutense de la Universidad de Harvard.

## Trayectoria
Sus campos de estudio fueron la lengua y la literatura de los judíos de la España Medieval (Filología y Poesía), la historia de la lengua hebrea y la versión griega de la Biblia (Septuaginta), sobre los que publicó casi unos doscientos trabajos de investigación, algunos disponibles a través de Dialnet. Muchos de ellos fueron en colaboración con su esposa, la también profesora de hebreo Judit Targarona Borrás, en varios de sus trabajos, por ejemplo en la traducción del Tomo II del Antiguo Testamento Interlineal Hebreo-Español. Libros históricos. Sus dos hijos, Ángel y Judit, trabajan en los Estados Unidos. Algunos de sus artículos fueron recogidos en Lengua y literatura de los judíos del al-Andalus (siglo X-XII), 2015, edición al cuidado de José Martínez Delgado. La revista Miscelánea de Estudios Árabes y Hebreos. Sección Hebreo, de la que fue director, dedicó dos números a su memoria, el 59 (2010) y el 60 (2011). En el año 2005 fue nombrado miembro honorífico de la Academia de la Lengua Hebrea de Israel y, más recientemente, en el año 2010, obtuvo el Premio Samuel Toledano a la obra de toda una vida en el campo del hebraísmo internacional.

## Obras
- Con Judit Targarona Borrás, La academia rabínica de Córdoba. Gramáticos hebreos de al-Andalus (siglos X-XII). Barcelona: Herder editorial, 2016.
- Con Judit Targarona Borrás, Poetas hebreos de al-Andalus (siglos X-XII). Antología. Barcelona: Herder editorial, 2016.
- Con Judit Targarona Borrás, Los judíos de Sefarad ante la Biblia. La interpretación de la Biblia en el Medioevo español. El Almendro, 1996 y 2007.
- Lengua y literatura de los judíos del al-Andalus (siglo X-XII), edición al cuidado de José Martínez Delgado. Granada: Editorial de la Universidad, 2015.
- Con Abraham b. Meir Ibn Ezra y Enrique Ruiz González, Safah Berurah: = La lengua escogida. El Almendro, 2004.
- Con Judit Targarona Borrás, Antiguo Testamento Interlineal Hebreo-Español. Tomo II. Libros históricos Barcelona: editorial Clie, 2002.
- El alma lastimada: Ibn Gabirol El Almendro, 1992.
- Literatura hebrea en la España medieval UNED - Universidad Nacional de Educación a Distancia, 1991.
- La Filología Bíblica en los primeros helenistas de Alcalá Estella: Verbo Divino, 1990.
- Con Judit Targarona, Gramáticos hebreos de Al-Andalus (siglos X-XII): filología y Biblia, El Almendro, 1988.
- Historia de la lengua hebrea Sabadell: AUSA, 1988.
- Con Santiaga Benavente Robles, Tesubot de los discípulos de Menahem contra Dunas ben Labrat. Granada / Salamanca: Universidad de Granada / Universidad Pontificia de Salamanca, 1986.
- Ed. de Menahem ben Jacob Ibn Saruq, Mahberet. Granada / Salamanca: Universidad de Granada / Universidad Pontificia de Salamanca, 1986.
- Ed. de Tesubot de Dunas Ben Labrat, Granada / Salamanca: Universidad de Granada / Universidad Pontificia de Salamanca, 1980.
- Ed. con Natalio Fernández Marcos de Teodoreto de Ciro, Quaestiones in octateuchum, Madrid: Consejo Superior de Investigaciones Científicas (CSIC), 1979.